# Noor Al-Sham
Noor Al-Sham, còn gọi là Nour El-Sham (tiếng Ả Rập قناة نور الشام‎) là đài truyền hình vệ tinh tôn giáo do chính phủ Syria điều hành có trụ sở tại Damascus, Syria, phát sóng từ ngày 31 tháng 7 năm 2011.
Theo SANA, kênh truyền hình có mục đích "truyền bá sự hiểu biết rộng rãi và chân thực về Hồi giáo".